# Mnogoščetinci
Mnogoščetínci (znanstveno ime Polychaeta) so razred mnogočlenarjev iz poddebla kolobarnikov. Večinoma živijo v morju. 
Zanje značilne okončine so prinožice ali parapodiji, zgrajene iz hrbtne in trebušne krpe, ki ju sestavljajo mišičje in hitinaste ščetine. Omogočajo jim plavanje, par se nahaja na vsakem členu, z izjemo nekaj prvih in zadnjih. Dihajo prek tanke kožemišičnice, zgrajene iz povrhnjice z veliko vsebnostjo kolagenskih vlaken ter mišičja iz prečnih, krožnih in vzdolžnih mišic.
Prebavilo se zaključi z zadnjično odprtino v zadnjem telesnem členu. Izločala so metanefridiji. Imajo dobro razvit sklenjen krvožilni sistem. 
So enospolniki. Večinoma imajo zunanjo oploditev, v morju se razvije ličinka trohofora, ki plava s pomočjo migetalk.
Delimo jih v prosto živeče mnogoščetince (Errantia) in pritrjene mnogoščetince (Sedentaria). Med prve sodijo morske strige, med druge pa cevkarji (npr. Spallanzanijev cevkar). Zaradi sesilnega (pritrjenega) načina življenja se je njihova telesna organizacija spremenila. Živijo v cevkah, ki jih zgradijo sami. So usnjate, ojačane s peščenimi zrni, ali pa so iz trdega apnenca. S tankimi lovkami, ki molijo iz cevk, lovijo planktonske organizme. Ob nevarnosti se izjemno hitro povlečejo v cevko, vanjo pa so pritrjeni s preobraženimi prinožicami.  